# Зауензік
Зауензік (нім. Sauensiek) — громада в Німеччині, розташована в землі Нижня Саксонія. Входить до складу району Штаде. Складова частина об'єднання громад Апензен.
Площа — 31,37 км2. Населення становить 2564 ос. (станом на 31 грудня 2021).